# اوکزالایا
اوکزالایا (نام علمی: Oxalaia) نام یک سرده از تیره تیغه‌پشتان است.